# Landtagswahlkreis Mecklenburgische Seenplatte III
Der Landtagswahlkreis Mecklenburgische Seenplatte III (bis 2015: Müritz I) ist ein Landtagswahlkreis in Mecklenburg-Vorpommern. Er umfasst vom Landkreis Mecklenburgische Seenplatte die Stadt Waren sowie die Ämter Malchow, Röbel-Müritz und Seenlandschaft Waren.

## Wahl 2021
Bei der Landtagswahl in Mecklenburg-Vorpommern 2021 gab es in diesem Wahlkreis folgendes Ergebnis:
| Partei               | Direktkandidat            | Erststimmen      | Zweitstimmen     |
| -------------------- | ------------------------- | ---------------- | ---------------- |
| SPD                  | Nadine Julitz             | 35,5 %           | 41,4 %           |
| AfD                  | Thomas De Jesus Fernandes | 18,9 %           | 18,5 %           |
| CDU                  | Enrico Malow              | 20,1 %           | 13,5 %           |
| DIE LINKE            | Elke-Annette Schmidt      | 11,5 %           | 9,3 %            |
| GRÜNE                | Erem Bischoff             | 4,4 %            | 4,6 %            |
| FDP                  | Michael Weber             | 5,8 %            | 5,5 %            |
| NPD                  | -                         | –                | 0,4 %            |
| Tierschutzpartei     | –                         | –                | 1,2 %            |
| Freier Horizont      | –                         | –                | 0,5 %            |
| DIE PARTEI           | –                         | –                | 0,5 %            |
| FREIE WÄHLER         | Jörg Krüger               | 1,9 %            | 1,2 %            |
| PIRATEN              | –                         | –                | 0,3 %            |
| DKP                  | –                         | –                | 0,1 %            |
| Bündnis C            | –                         | –                | 0,1 %            |
| TIERSCHUTZ hier!     | –                         | –                | 0,4 %            |
| dieBasis             | Mirko Runge               | 1,7 %            | 1,7 %            |
| DiB                  | –                         | –                | 0,0 %            |
| FPA                  | –                         | –                | 0,0 %            |
| LKR                  | –                         | –                | 0,0 %            |
| ÖDP                  | –                         | –                | 0,1 %            |
| Die Humanisten       | –                         | –                | 0,1 %            |
| Gesundheitsforschung | –                         | –                | 0,2 %            |
| Team Todenhöfer      | –                         | –                | 0,2 %            |
| UNABHÄNGIGE          | –                         | –                | 0,2 %            |
| Wahlberechtigte      | 46.357 Einwohner          | 46.357 Einwohner | 46.357 Einwohner |
| Wahlbeteiligung      | 69,0 %                    | 69,0 %           | 69,0 %           |

## Wahl 2016
Bei der Landtagswahl in Mecklenburg-Vorpommern 2016 gab es folgende Ergebnisse:
| Partei           | Direktkandidaten  | Erststimmen      | Zweitstimmen     |
| ---------------- | ----------------- | ---------------- | ---------------- |
| SPD              | Nadine Julitz     | 30,2 %           | 31,4 %           |
| CDU              | Thomas Diener     | 21,1 %           | 18,8 %           |
| DIE LINKE        | Elke Schoenfelder | 14,1 %           | 13,3 %           |
| GRÜNE            | Monika Göpper     | 6,9 %            | 5,1 %            |
| NPD              | –                 | –                | 1,9 %            |
| FDP              | Hans-Peter Weiß   | 2,8 %            | 2,7 %            |
| PIRATEN          | –                 | –                | 0,3 %            |
| FAMILIE          | –                 | –                | 1,0 %            |
| FREIE WÄHLER     | –                 | –                | 0,4 %            |
| Die PARTEI       | –                 | –                | 0,3 %            |
| Die Achtsamen    | –                 | –                | 0,1 %            |
| ALFA             | –                 | –                | 0,3 %            |
| AfD              | Hartwig Kurth     | 23,2 %           | 22,2 %           |
| Bündnis C        | –                 | –                | 0,2 %            |
| DKP              | –                 | –                | 0,1 %            |
| Freier Horizont  | –                 | –                | 0,9 %            |
| Tierschutzpartei | –                 | –                | 1,1 %            |
| Einzelbewerber   | Ingo Handorf      | 1,7 %            | –                |
| Wahlberechtigte  | 46.830 Einwohner  | 46.830 Einwohner | 46.830 Einwohner |
| Wahlbeteiligung  | 58,2 %            | 58,2 %           | 58,2 %           |

## Wahl 2011
Bei der Landtagswahl in Mecklenburg-Vorpommern 2011 kam es zu folgenden Ergebnissen:
| Partei          | Direktkandidat       | Erststimmen     | Zweitstimmen    |
| --------------- | -------------------- | --------------- | --------------- |
| SPD             | Rudolf Borchert      | 39,4 %          | 39,7 %          |
| CDU             | Wolf-Dieter Ringguth | 25,9 %          | 22,5 %          |
| DIE LINKE       | Elke-Annette Schmidt | 17,0 %          | 17,2 %          |
| GRÜNE           | Jutta Gerkan         | 6,7 %           | 7,3 %           |
| NPD             | Torgai Klingebiel    | 4,2 %           | 4,5 %           |
| FDP             | Toralf Schnur        | 3,3 %           | 3,3 %           |
| FREIE WÄHLER    | Hartwig Kurth        | 3,6 %           | 1,9 %           |
| FAMILIE         |                      |                 | 1,6 %           |
| PIRATEN         |                      |                 | 1,1 %           |
| AB              |                      |                 | 0,2 %           |
| Die PARTEI      |                      |                 | 0,2 %           |
| ödp             |                      |                 | 0,2 %           |
| PBC             |                      |                 | 0,1 %           |
| REP             |                      |                 | 0,1 %           |
| APD             |                      |                 | 0,1 %           |
| AUF             |                      |                 | 0,1 %           |
| Wahlberechtigte | 48421 Einwohner      | 48421 Einwohner | 48421 Einwohner |
| Wahlbeteiligung | 48,9 %               | 48,9 %          | 48,9 %          |

## Wahl 2006
Bei der Landtagswahl in Mecklenburg-Vorpommern 2006 gab es folgende Ergebnisse:
| Partei          | Direktkandidat       | Erststimmen     | Zweitstimmen    |
| --------------- | -------------------- | --------------- | --------------- |
| CDU             | Wolf-Dieter Ringguth | 35,4 %          | 36,2 %          |
| SPD             | Rudolf Borchert      | 31,4 %          | 28,5 %          |
| PDS             | Marina Stahmann      | 13,5 %          | 14,3 %          |
| FDP             | Andreas Strubelt     | 8,8 %           | 8,5 %           |
| NPD             | Raimund Borrmann     | 6,4 %           | 6,5 %           |
| GRÜNE           | Kathrin Grumbach     | 2,8 %           | 2,7 %           |
| FAMILIE         |                      |                 | 1,0 %           |
| GRAUE           |                      |                 | 0,5 %           |
| WASG            |                      |                 | 0,4 %           |
| Deutschland     | Fred Anton           | 0,8 %           | 0,4 %           |
| Bündnis für M-V |                      |                 | 0,4 %           |
| PBC             |                      |                 | 0,2 %           |
| AGFG            |                      |                 | 0,1 %           |
| AB              |                      |                 | 0,1 %           |
| APD             |                      |                 | 0,1 %           |
| Offensive D     |                      |                 | 0,0 %           |
| Einzelbewerber  | Enrico Malow         | 0,9 %           |                 |
| Wahlberechtigte | 50163 Einwohner      | 50163 Einwohner | 50163 Einwohner |
| Wahlbeteiligung | 59,9 %               | 59,9 %          | 59,9 %          |

## Wahl 2002
Bei der Landtagswahl in Mecklenburg-Vorpommern 2002 gab es folgende Ergebnisse:
| Partei          | Direktkandidat       | Erststimmen     | Zweitstimmen    |
| --------------- | -------------------- | --------------- | --------------- |
| SPD             | Rudolf Borchert      | 43,4 %          | 43,1 %          |
| CDU             | Wolf-Dieter Ringguth | 31,2 %          | 30,8 %          |
| PDS             | Rüdiger Prehn        | 15,6 %          | 14,8 %          |
| FDP             | Dieter Kurth         | 6,0 %           | 5,0 %           |
| GRÜNE           | Christiane Hämling   | 2,3 %           | 2,7 %           |
| Schill          | Ernst-Martin Schmidt | 1,5 %           | 1,5 %           |
| NPD             |                      |                 | 0,6 %           |
| SPASSPARTEI     |                      |                 | 0,5 %           |
| REP             |                      |                 | 0,3 %           |
| Bürgerpartei MV |                      |                 | 0,2 %           |
| GRAUE           |                      |                 | 0,1 %           |
| V.P.M.V.        |                      |                 | 0,1 %           |
| PBC             |                      |                 | 0,1 %           |
| SLP             |                      |                 | 0,0 %           |
| Wahlberechtigte | 45746 Einwohner      | 45746 Einwohner | 45746 Einwohner |
| Wahlbeteiligung | 71,5 %               | 71,5 %          | 71,5 %          |

## Wahl 1990
Die Aufteilung der Wahlkreise 1990 ist mit der späteren im Allgemeinen nicht deckungsgleich. Der Landtagswahlkreis Müritz I ist fast deckungsgleich mit dem damaligen Wahlkreis Waren - Röbel. Das Direktmandat gewann Jürgen Seidel (CDU).